# Lausjärvi (sjö i Salla, Lappland, Finland)
Lausjärvi eller Kivijärvi (?) är en sjö i Finland. Den ligger i kommunen Salla i landskapet Lappland, i den norra delen av landet, 700 km norr om huvudstaden Helsingfors. Kivijärvi ligger 251,3 meter över havet. Arean är 38,7 hektar och strandlinjen är 4 kilometer lång. Sjön  ingår i Koundaälvens huvudavrinningsområde. 